# Anamika indica
Anamika indica är en svampart som beskrevs av K.A. Thomas, Peintner, M.M. Moser & Manim. 2002. Anamika indica ingår i släktet Anamika och familjen spindlingar.   Inga underarter finns listade i Catalogue of Life.